# Stine Sandbech
Stine Sandbech, nata Larsen (Ejby, 24 gennaio 1996), è una calciatrice danese, attaccante dell'Häcken e della nazionale danese.

## Carriera

### Club
Stine Larsen si appassiona al calcio fin dalla giovane età, decidendo di tesserarsi con il Ejby IF 68, società della città dove risiede, prima di cogliere l'occasione datele dal Brøndby per giocare nelle formazioni giovanili di una delle più prestigiose squadre di calcio femminile danesi.
Inserita in rosa con la squadra titolare iscritta alla Elitedivisionen dalla stagione 2013-2014, Larsen ha l'occasione di fare il suo debutto in UEFA Women's Champions League il 9 ottobre 2013, in occasione della partita di andata per i sedicesimi di finale della stagione 2013-2014 dove incontra le spagnole del Barcellona, incontro terminato sullo 0-0. Alla sua prima stagione condivide con le compagne la vittoria della Coppa di Danimarca, per poi conquistare il double campionato-Coppa la successiva, coronata anche dal raggiungimento della semifinale di Women's Champions League 2014-2015, eliminate dalle tedesche del 1. FFC Francoforte, e al termine della stagione 2016-2017.
Nel maggio 2019 si trasferisce per la prima volta all'estero sottoscrivendo un contratto con il Fleury per giocare la stagione entrante in Division 1 Féminine, livello di vertice del campionato francese femminile di calcio. Con la squadra francese gioca un campionato di media classifica, terminandolo, anzitempo a causa della pandemia di COVID-19 in Francia, al settimo posto. Oltre all'unica presenza in Coppa di Francia, Larsen matura 14 presenze in campionato e sigla 4 reti, risultando la seconda marcatrice della squadra dopo Marina Makanza (5).
Il 30 luglio 2020, durante la sessione estiva di calciomercato, viene annunciato il suo trasferimento alle inglesi dell'Aston Villa, neopromosso in FA Women's Super League. A disposizione dell'allenatrice Gemma Davies nel reparto offensivo, Larsen debutta da titolare già dalla 1ª giornata di Super League, il 5 settembre, nella sconfitta interna per 2-0 con il Manchester City, andando a rete per la prima, e unica, volta nella sua esperienza in Inghilterra la partita seguente, segnando l'unica rete nella sconfitta esterna per 3-1 con il Reading. Rimasta per la sola stagione 2020-2021 lascia il club di Birmingham con un tabellino di 17 presenze in campionato alle quali si aggiungono le 3, con una rete, in FA Women's League Cup.
Nell'estate 2021 decide nuovamente di cambiare nazione, firmando un contratto con il neoistituito Häcken, sezione femminile del club che rileva il posto in Damallsvenskan dello storico Kopparbergs/Göteborg.

### Nazionale
Larsen viene convocata dalla Federazione calcistica della Danimarca per rappresentare la propria nazione vestendo la maglia delle giovanili nazionale Under-16 e nazionale Under-17 fin dal 2012, facendo il suo debutto in un torneo UEFA il 29 settembre di quell'anno, in occasione delle qualificazioni all'edizione 2013 del campionato europeo di categoria, nella partita vinta 4-0 sulle avversarie della Macedonia.
Nel 2013, raggiunti i limiti d'età, viene inserita in rosa con la formazione nazionale Under-19 che partecipa al torneo di La Manga e di seguito alle qualificazioni alle edizioni di Norvegia 2014 e Israele 2015 dell'europeo di categoria, raggiungendo in quest'ultima la fase finale e giocando tutti i tre incontri del gruppo A prima di essere eliminate alla fase a gironi.
Grazie alle sue prestazioni nelle giovanili, nel gennaio 2015 è inserita in rosa nella nazionale maggiore, selezionata per vestire la maglia della Danimarca impegnata in una doppia amichevole a Belek, Turchia, dove affrontano le avversarie della Nuova Zelanda. Impiegata in seguito dal tecnico Nils Nielsen durante le qualificazioni al campionato europeo di Paesi Bassi 2017, festeggia assieme alle compagne l'accesso alla fase finale, dove le viene riconfermata la fiducia inserendola nella lista delle giocatrici annunciata il 19 giugno 2017.

## Palmarès
- Campionato danese: 3

Brøndby: 2014-2015, 2016-2017, 2018-2019
- Coppa di Danimarca: 3

Brøndby: 2013-2014, 2014-2015, 2016-2017